# 27344 Весевлада
27344 Весевлада (27344 Vesevlada) — астероїд головного поясу, відкритий 26 лютого 2000 року.
Тіссеранів параметр щодо Юпітера — 3,379.